# كورت شتاين
كورت شتاين (بالإنجليزية: Kurt Stein)‏ هو مدرب قفز تزلجي أمريكي، ولد في 30 يونيو 1970 في ماديسون في الولايات المتحدة.

## وصلات خارجية
- كورت شتاين على موقع الاتحاد الدولي للتزلج (القفز التزلجي) (الإنجليزية)
- كورت شتاين على موقع اللجنة الأولمبية الدولية (الإنجليزية)
- كورت شتاين على موقع أوليمبيديا (الإنجليزية)